# 村手義治
村手 義治（むらて よしはる、1934年10月20日- ）は、日本のロシア文学者、翻訳家。
東京生まれ、長野育ち。1960年早稲田大学文学部露文学専修卒業。1977年からモスクワのプログレス出版に勤務。1984年帰国、翻訳に従事。のち創価大学文学部ロシア語専攻教授。2005年定年。

## 著書
- 『250語でできるやさしいロシア会話』（白水社） 1983、のち新版 1997

## 翻訳
- 『悪魔の人形』（ジナイーダ・ギッピウス、白水社、20世紀のロシア小説3） 1972
- 『宇宙創世記ロボットの旅』（スタニスワフ・レム、吉上昭三共訳、集英社） 1973、のちハヤカワ文庫 1978
- 『ソルジェニツィン伝』（D・バーグ,G・ファイファー、栗原成郎共訳、河出書房新社） 1976
- 『ドストエフスキーと現代』（U・グラーリニク編、プログレス出版所） 1981
- 『浴槽で発見された手記』（スタニスワフ・レム、サンリオSF文庫） 1983
- 『帝政末期のモスクワ』（B.A.ギリャロフスキー、中央公論社） 1985、のち中公文庫 1990
- 『帝政末期のロシア人』（B.A.ギリャロフスキー、中央公論社） 1986、のち改題『わが放浪わが出会い 帝国末期のロシア人』（中公文庫） 1990
- 『こんにちはチェホフ! 三つの短編を訪ねる』（編訳、春風社） 2011